# 龍岡城站

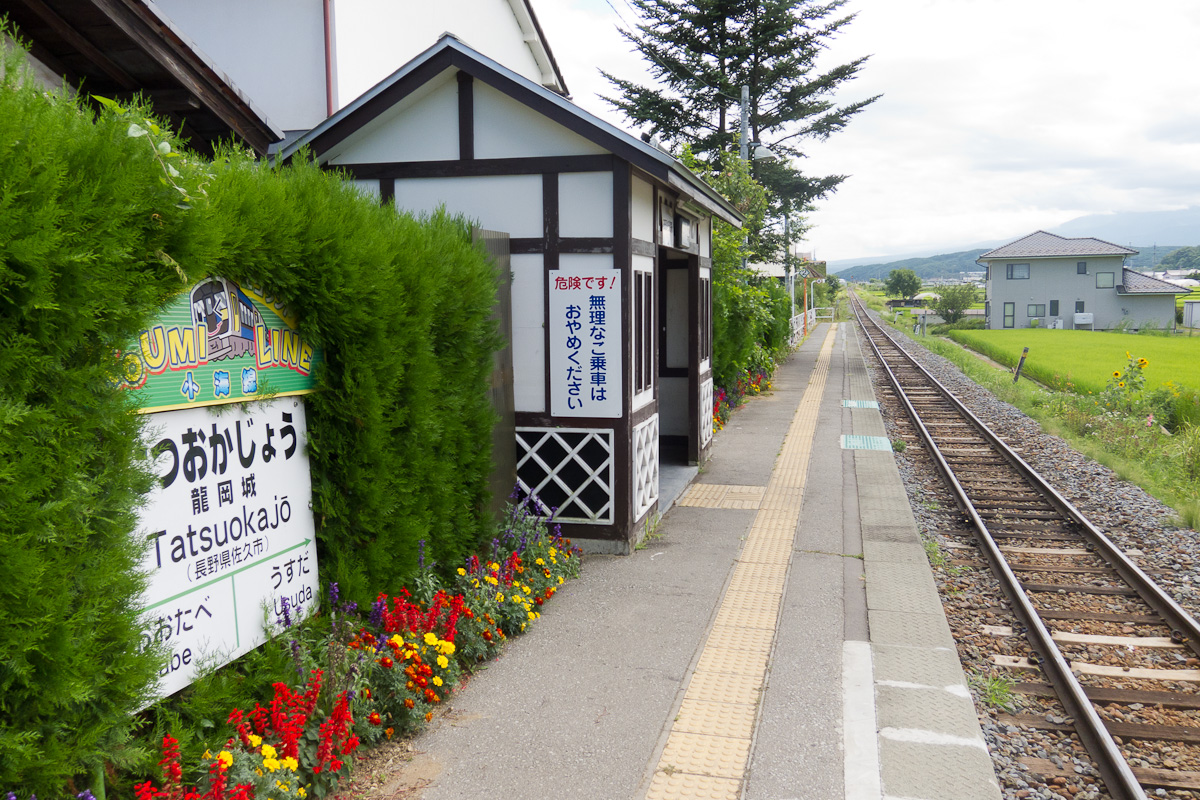
候車室（2011年8月）

龍岡城站（日语：／ Tatsuokajō eki */?）是位於長野縣佐久市田口，東日本旅客鐵道（JR東日本）的小海線車站。

## 歷史
- 1915年（大正4年）12月28日：佐久鐵道 中込站至羽黑下站之間開通，此站啟用。當時車站名為大奈良停留場[1]。為旅客車站。
- 1934年（昭和9年）9月1日：佐久鐵道被國有化，成為國鐵大奈良站（日语：／）[2]。
- 1944年（昭和19年）11月11日：車站暫停營業[1]。
- 1952年（昭和27年）3月1日：車站恢復營業[1]。同時改名為龍岡城站[1]。
- 1987年（昭和62年）4月1日：伴隨國鐵分割民營化，車站由東日本旅客鐵道（JR東日本）營運[3][4]

## 車站構造
車站是一座地面車站，設有1面1線單式月台。
此站是無人車站。站內設有以城堡為主題的候車室，並設有發售近距離車票的自動售票機。

## 使用狀況
根據「長野縣統計書」，以下為1日平均乘車人次：
- 2007年度 - 149人[1]
- 2009年度 - 135人[1]
- 2010年度 - 130人
- 2011年度 - 162人

## 車站周邊
- 龍岡城（以直線距離來說，臼田站與城堡地址較近）
- 長野県臼田高等學校（日语：長野県臼田高等学校）[1]

## 相鄰車站
東日本旅客鐵道（JR東日本）
■小海線
臼田－龍岡城－太田部

## 注腳
1. 1 2 3 4 5 6 7 8 9 10 11 12 13 14 15 16 17 18 19  信濃毎日新聞社出版部. . 信濃毎日新聞社. 2011-07-24: 144. ISBN 9784784071647 （日语）.
2. ↑  「鉄道省告示第395・396号」『官報』1934年8月25日（國立國會圖書館數碼化收藏）
3. ↑  曾根悟（監修）. 朝日新聞出版分冊百科編集部（編集） , 编. . 週刊朝日百科. 3号 飯田線・身延線・小海線. 朝日新聞出版. 2009-07-26: 27 （日语）.
4. ↑  《交通年鑑 昭和63年版》交通協力會，1988年3月。
5. ↑  . 週刊朝日百科. 12号 大宮駅・野辺山駅・川原湯温泉駅ほか92駅. 朝日新聞出版. 2012-10-28: 27 （日语）.

## 外部連結
- 車站資訊（龍岡城）：東日本旅客鐵道（日語）